# 弗伦托谷
弗伦托谷（Frento Vallis）是火星挪亚区的一条古河谷，其中心坐标位于南纬50.3度、西经14.5度处，全长277公里长，以意大利一条河流的古典名称所命名。

## 另请查看
- 火星地质
- 高分辨率成像科学设备
- 火星水文